# Osric van Deira
Osric (? – 633/634) was koning van Deira van 632/633 tot aan zijn dood. Hij was de neef van koning Edwin en de vader van Oswin. De enige informatie over hem komt uit het werk van Beda.
Nadat zijn oom Edwin werd gedood tijdens de slag bij Hatfield Chase, werd hij koning van Deira. Osric was een christen, maar bekeerde zich weer tot het heidendom na de troon te hebben bestegen. Nog geen jaar nadat hij aan de macht kwam, belegerde hij Cadwallon en zijn troepen die zich verschanst had in een versterkt dorp. De belegering mislukte echter en Osric werd gedood na een verrassingsuitval van Cadwallon.
| voorganger Edwin | koning van Deira 632/633 - 633/634 | opvolger Oswald |